# Bolborhachium pastinum
Bolborhachium pastinum är en skalbaggsart som beskrevs av Henry Fuller Howden 1985. Bolborhachium pastinum ingår i släktet Bolborhachium och familjen Bolboceratidae. Inga underarter finns listade.